# Enhanced Interior Gateway Routing Protocol
Das Enhanced Interior Gateway Routing Protocol (EIGRP) ist ein 1992 von Cisco veröffentlichtes, ursprünglich proprietäres Routing-Protokoll. 
Cisco hat im März 2013 bekannt gegeben, dieses zum offenen Standard zu machen.
Die Publizierung des Protokolls ist unter RFC 7868 erfolgt. Bei EIGRP handelt es sich um eine verbesserte Version des früheren IGRP, zu welchem weiterhin Kompatibilität besteht.
EIGRP ist ein erweitertes Distance-Vector-Routingprotokoll (Advanced Distance Vector), welches sich beim Austausch mit benachbarten Routern sowie bei der Speicherung von Routing-Informationen wie ein Link-State-Routingprotokoll verhält. Aufgrund der umfangreichen Merkmale, welche eher bei Link-State-Protokollen anzutreffen sind, wird EIGRP daher oft auch als Balanced-Hybrid-Routingprotokoll klassifiziert. Mit Hilfe jener Link-State-Eigenschaften erreicht EIGRP im Verhältnis zu konventionellen Distance-Vector-Routingprotokollen eine sehr schnelle Konvergenz und ist immun gegenüber Routing-Schleifen. Vor allem die Zuverlässigkeit in Umgebungen mit dynamisch durch NHRP quervernetzten GRE-Tunneln lassen EIGRP als interessante Alternative zu OSPF erscheinen. Durch den Einsatz von BFD lassen sich mittlerweile für viele IGP Konvergenzzeiten im Bereich weniger Millisekunden realisieren.

## Funktion
Bei EIGRP werden benachbarte Router in einer Neighbour Table (Nachbarschaftstabelle) gespeichert. Sämtliche Routen, welche über diese Nachbarn bekanntgegeben werden, werden wiederum in einer Topology Table (Topologietabelle) gesammelt. Die beste Route zu einem Zielnetzwerk wird bei EIGRP mit dem Diffusing Update Algorithm (DUAL) ermittelt.
Die Berechnung der Metrik für unterschiedliche Routen basiert bei EIGRP auf dem gleichen Verfahren wie bei IGRP, aufgrund des längeren Feldes für die Speicherung der Metrik skaliert EIGRP jedoch, gegenüber IGRP, den Wert um den Faktor 256. Bei der manuellen Konvertierung von Werten zwischen EIGRP- und IGRP-Routern muss dies berücksichtigt werden, in der Praxis erfolgt die Umrechnung automatisch.
Als Neuerung gegenüber IGRP werden auch die Verfahren Classless Inter-Domain Routing (CIDR) sowie Variable Length Subnet Mask (VLSM) unterstützt. Da diese Merkmale in modernen Netzen inzwischen Standard sind, spielt IGRP in der Praxis keine nennenswerte Rolle mehr.

## Multiprotokolleigenschaften
Primär unterstützt EIGRP das Internet Protocol (IP), IPX und AppleTalk als zu routende Protokolle der 3. Schicht des OSI-Referenzmodells. Aufgrund seines modularen Aufbaus ist es jedoch mit Hilfe von sogenannten Protocol-dependent modules (PDM) möglich, neuere Protokolle wie etwa IPv6 einzusetzen ohne EIGRP selbst aktualisieren zu müssen.
Ein Router, der mit EIGRP arbeitet, verwaltet für jedes Protokoll der OSI-Schicht 3 eine separate Routingtabelle, eine Nachbarschaftstabelle und eine Topologie-Tabelle.
Allerdings werden die Multiprotokolleigenschaften von EIGRP in den aktuellen Versionen von IOS nicht mehr voll unterstützt. Somit verbleiben nur IP und IPX als zu routende Protokolle.